# Санта Круз (аргентинска провинција)
Санта Круз (шп. Santa Cruz) је провинција смештена у јужном делу Аргентине. Према северу се граничи са провинцијом Чубут, према западу и југу са Чилеом док према истоку излази на Атлантски океан.